# José Juan Macías
José Juan Macías Guzmán (Guadalajara, 22 september 1999) is een Mexicaans voetballer die doorgaans speelt als spits. In februari 2025 verliet hij Santos Laguna. Macías maakte in 2019 zijn debuut in het Mexicaans voetbalelftal.

## Clubcarrière
Macías speelde in de jeugdopleiding van CD Guadalajara. Bij die club maakte hij ook zijn debuut. Op 23 juli 2017 werd in eigen huis gespeeld tegen Deportivo Toluca en Macías mocht van coach Matías Almeyda in de basis beginnen. De wedstrijd eindigde in 0–0 en de spits werd in de tweede helft gewisseld voor Isaác Brizuela. De Mexicaan kwam op 29 oktober 2017 voor het eerst tot scoren. Op die dag opende Miler Bolaños namens Club Tijuana de score, waarna Carlos Fierro gelijkmaakte. Macías was hierop twee keer trefzeker, waarmee hij de uitslag bepaalde op 3–1. In december 2018 kwamen CD Guadalajara en Club León een verhuur overeen voor het kalenderjaar 2019. Hierbij kwamen de clubs een optie tot koop overeen. Na een jaar keerde Macías terug naar Guadalajara. Volgens León was het de keuze van de aanvaller zelf om terug te keren. In de zomer van 2021 werd hij voor een jaar gehuurd door Getafe. In de winterstop keerde hij terug naar Chivas. Eind juni 2022 liep Macías een blessure op aan zijn knie, waardoor hij voor de rest van het kalenderjaar langs de kant moest staan. Na zijn terugkeer liep hij opnieuw een knieblessure op, waardoor hij weer maandenlang uit de roulatie zou liggen. Macías vertrok in de zomer van 2024 definitief bij Guadalajara, toen hij voor twee seizoenen bij Santos Laguna tekende.

## Clubstatistieken
| Seizoen | Club           | Competitie       | Competitie | Competitie | Beker | Beker | Internationaal | Internationaal | Totaal | Totaal |
| Seizoen | Club           | Competitie       | Wed.       | Dlp.       | Wed.  | Dlp.  | Wed.           | Dlp.           | Wed.   | Dlp.   |
| ------- | -------------- | ---------------- | ---------- | ---------- | ----- | ----- | -------------- | -------------- | ------ | ------ |
| 2017/18 | CD Guadalajara | Liga MX          | 16         | 3          | 6     | 1     | 6              | 2              | 28     | 6      |
| 2018/19 | CD Guadalajara | Liga MX          | 1          | 0          | 4     | 1     | —              | —              | 5      | 1      |
| 2018/19 | → Club León    | Liga MX          | 18         | 10         | 2     | 0     | —              | —              | 20     | 10     |
| 2019/20 | → Club León    | Liga MX          | 20         | 9          | 0     | 0     | —              | —              | 20     | 9      |
| 2019/20 | CD Guadalajara | Liga MX          | 8          | 4          | 1     | 0     | —              | —              | 9      | 4      |
| 2020/21 | CD Guadalajara | Liga MX          | 33         | 12         | 0     | 0     | —              | —              | 33     | 12     |
| 2021/22 | → Getafe       | Primera División | 7          | 0          | 1     | 0     | —              | —              | 8      | 0      |
| 2021/22 | CD Guadalajara | Liga MX          | 11         | 4          | 0     | 0     | —              | —              | 11     | 4      |
| 2022/23 | CD Guadalajara | Liga MX          | 0          | 0          | 0     | 0     | —              | —              | 0      | 0      |
| 2023/24 | CD Guadalajara | Liga MX          | 7          | 0          | 0     | 0     | 1              | 0              | 8      | 0      |
| 2024/25 | Santos Laguna  | Liga MX          | 3          | 1          | 0     | 0     | 2              | 0              | 5      | 1      |
| Totaal  | Totaal         | Totaal           | 124        | 43         | 14    | 2     | 9              | 2              | 147    | 47     |

Bijgewerkt op 13 februari 2025.

## Interlandcarrière
Macías maakte zijn debuut in het Mexicaans voetbalelftal op 2 oktober 2019, toen een vriendschappelijke wedstrijd gespeeld werd tegen Trinidad en Tobago. Hij mocht van bondscoach Gerardo Martino in de basis beginnen en tekende in de drieëntwintigste minuut voor de openingstreffer. Jesús Ricardo Angulo besliste later de eindstand op 2–0. Macías werd zestien minuten voor tijd naar de kant gehaald ten faveure van José Godínez. De andere Mexicaanse debutanten dit duel waren Ismael Govea, Jairo Torres (beiden Atlas), Cristian Calderón, Jesús Ricardo Angulo (beiden Necaxa), Alan Mozo (Pumas UNAM), Sebastián Córdova (Club América), José Iván Rodríguez, José Godínez (beiden eveneens Club León), Paolo Yrizar (Querétaro), Johan Vásquez (Monterrey) en Francisco Venegas (Tigres UANL).
| Interlands van José Juan Macías voor Mexico | Interlands van José Juan Macías voor Mexico | Interlands van José Juan Macías voor Mexico | Interlands van José Juan Macías voor Mexico | Interlands van José Juan Macías voor Mexico | Interlands van José Juan Macías voor Mexico |
| №                                           | Datum                                       | Wedstrijd                                   | Uitslag                                     | Competitie                                  | Goals                                       |
| Als speler bij Club León                    | Als speler bij Club León                    | Als speler bij Club León                    | Als speler bij Club León                    | Als speler bij Club León                    | Als speler bij Club León                    |
| ------------------------------------------- | ------------------------------------------- | ------------------------------------------- | ------------------------------------------- | ------------------------------------------- | ------------------------------------------- |
| 1                                           | 2 oktober 2019                              | Mexico – Trinidad en Tobago                 | 2 – 0                                       | Vriendschappelijk                           | 23'                                         |
| 2                                           | 11 oktober 2019                             | Bermuda – Mexico                            | 1 – 5                                       | Nations League 2019/20                      | 45+2', 53'                                  |
| 3                                           | 15 oktober 2019                             | Mexico – Panama                             | 3 – 1                                       | Nations League 2019/20                      | 75'                                         |
| 4                                           | 15 november 2019                            | Panama – Mexico                             | 0 – 3                                       | Nations League 2019/20                      |                                             |
| 5                                           | 19 november 2019                            | Mexico – Bermuda                            | 2 – 1                                       | Nations League 2019/20                      |                                             |

Bijgewerkt op 13 februari 2025.